# Candelaria (khu tự quản)
Candelaria là một khu tự quản thuộc bang Trujillo, Venezuela. Thủ phủ của khu tự quản Candelaria đóng tại Chejendé. Khự tự quản Candelaria có diện tích 411 km2, dân số theo điều tra dân số ngày 21 tháng 10 năm 2001 là 24540 người.